# Eburia blancaneaui
Eburia blancaneaui är en skalbaggsart som beskrevs av Bates 1880. Eburia blancaneaui ingår i släktet Eburia och familjen långhorningar.
Artens utbredningsområde är:
- Belize.
- El Salvador.
- Guatemala.
- Honduras.

Inga underarter finns listade i Catalogue of Life.